# Långtjärnen (Idre socken, Dalarna, 685902-134431)
Långtjärnen är en sjö i Älvdalens kommun i Dalarna och ingår i Dalälvens huvudavrinningsområde.